# Mane (Alpes-de-Haute-Provence)
Mane ist eine französische Gemeinde mit 1390 Einwohnern (Stand 1. Januar 2022) im Département Alpes-de-Haute-Provence in der Region Provence-Alpes-Côte d’Azur. Sie gehört zum Arrondissement Forcalquier und zum gleichnamigen Kanton. Die Einwohner werden Manaraines oder Manarains genannt.

## Lage
Die Gemeinde, etwas südlich von Forcalquier an der Nationalstraße 100 und Departementstraße 13 gelegen, umfasst 22 Quadratkilometer auf 386 bis 868 m Meereshöhe und liegt im Tal des Flusses Laye. 

## Geschichte
Archäologische Untersuchungen zeigten, dass hier bereits in gallo-römischer Zeit Menschen siedelten und Ackerbau betrieben. Reste einer römischen Villa wurden freigelegt. 1103 erscheint der Ort als „Manoa“; zu dieser Zeit entstand hier ein Benediktiner-Priorat. Im 19. Jahrhundert war Mane bekannt für seine Fayencen.

## Bevölkerungsentwicklung
| Jahr                       | 1962 | 1968 | 1975 | 1982 | 1990 | 1999 | 2007 | 2016 |
| Einwohner                  | 703  | 852  | 834  | 943  | 1135 | 1169 | 1350 | 1358 |
| Quellen: Cassini und INSEE |      |      |      |      |      |      |      |      |

## Sehenswürdigkeiten
- Klosteranlage von Salagon, ein ehemaliges Benediktiner-Priorat, mit Kirche Notre-Dame-de-Salagon (im Kern aus der zweiten Hälfte des 12. Jahrhunderts, im 16. Jahrhundert erweitert), mit mittelalterlichen Fresken. Die Anlage ist seit Anfang der 1980er Jahre das „Musée départemental ethnologique de Haute-Provence“, zuständig für das volkskundliche und botanische Erbe der Region, mit mehreren botanischen Gärten, darin über 600 Arten von Gewürz- und Heilpflanzen. Zur Anlage gehört auch eine Begräbniskirche (5./6. Jahrhundert) mit Steinsärgen.
- Citadelle de Mane, Befestigungsanlage des 17./18. Jahrhunderts.
- Pfarrkirche Saint-André, mit Barock-Fassade des 16. Jahrhunderts, gotischem Chor und Glockenturm des 17. Jahrhunderts
- Chapelle des pénitents Notre-Dame-de-Pitié (18. Jahrhundert)
- Altes „Hôtel de Miravail“ (16. und 18. Jahrhundert)
- Schloss Sauvan, 1719/20 errichtet

Siehe auch: Liste der Monuments historiques in Mane (Alpes-de-Haute-Provence)

## Persönlichkeiten
- Jacques Gaffarel (* 1601 in Mane; † 1681 in Sisteron), Orientalist und Okkultist, Vertrauter Richelieus
- Toussaint de Forbin de Janson (* 1631 in Mane; † 1713 in Paris), Kardinalpriester von San Callisto
- Louis Éconches Feuillée (* 1660 in Mane; † 1732 in Marseille), Forschungsreisender, Astronom, Geograf und Botaniker
- Louis François Peyre (* 1760 in Mane; † 1828 in Paris), Politiker
- David Ballon (* 1969), Autor von Comics, siehe auch Olivier Bauza